# Splendor (trò chơi trên bàn)
Splendor là một trò chơi trên bàn do Marc André thiết kế và được Space Cowboy đưa ra thị trường năm 2014. Người chơi đóng vai những nhà buôn đá quý thời kỳ Phục Hưng để mua các mỏ đá quý, vận chuyển đá quý và mua các cửa hàng. Trò chơi này được đề cử cho giải Spiel des Jahres (Trò chơi của năm) năm 2014.

## Cách chơi
Splendor là một trò chơi quản lý tài nguyên, trong đó 2-4 người chơi cạnh tranh nhau để có được số điểm uy tín cao nhất. Trò chơi sử dụng những thành phần sau:
- 40 đá quý - ngọc lục bảo, sapphire, ruby, diamond, onyx, (mỗi loại 7 viên) và 5 vàng (dùng thay thế cho bất kỳ đá quý nào).
- 90 thẻ phát triển
- 10 thẻ Noble

Mỗi thẻ phát triển có một trong ba cấp độ (•, ••, •••) chỉ ra độ khó trong việc thu thập những viên đá quý cần thiết để mua thẻ đó. Ngoài ra, mỗi thẻ phát triển có một viên ngọc đặc biệt (ngọc lục bảo, sapphire, ruby, kim cương, hoặc onyx), mà khi mua, có thể được sử dụng cho việc mua thẻ phát triển trong tương lai và có được thẻ Noble. Các thẻ Noble và hầu hết các thẻ phát triển có giá trị một số điểm uy tín nhất định, được thêm vào số điểm của người chơi khi thu được hoặc mua.
Trước khi trận đấu bắt đầu, N+1 thẻ Noble được chia ở giữa bàn cho mọi người chơi đều thấy, trong đó N là số lượng người chơi. Các thẻ Noble còn lại sẽ bị bỏ ra khỏi bàn. Ngoài ra, đối với mỗi cấp độ (•, ••, •••), bốn thẻ được chia cho các người chơi, và phần còn lại được lưu giữ trong một tập bài riêng biệt.
Mỗi lượt của người chơi bao gồm một hành động duy nhất, có thể là một trong các hành động sau:
- Lấy ba viên ngọc màu sắc khác nhau từ kho chung, hoặc hai viên ngọc cùng màu (nếu còn ít nhất bốn viên có màu đó).
- Dành riêng một thẻ phát triển bằng cách lấy bất kỳ thẻ đã lật (và thay thế nó bằng một thẻ cùng cấp), hoặc rút một thẻ phát triển từ bất kỳ tập bài nào, và thêm nó vào tay của người chơi. Nếu có ít nhất một vàng trong kho chung, người chơi sẽ lấy 1 vàng, dùng để làm wildcard. Một người chơi chỉ có thể có tối đa ba thẻ phát triển trong tay bất cứ lúc nào.
- "Mua" một thẻ phát triển bằng trả các đá quý cần thiết cho thẻ đó (trả lại cho kho chung), sau đó đặt thẻ lật ngửa lên phía trước người chơi. Số đá quý được ghi trên thẻ phát triển có thể được sử dụng để mua trong tương lai.

Ví dụ, nếu một thẻ tốn 2 kim cương, 2 ruby, và 3 mã não, và người chơi đến lượt đã mua bốn thẻ phát triển, trên đó ghi 2 viên kim cương và 2 mã não, thì sau đó người chơi chỉ cần bỏ ra 2 ruby và 1 mã não để mua thẻ đó.
Ngoài ra, nếu một người chơi có đủ thẻ phát triển, người chơi sẽ được Noble "viếng thăm", và sẽ có được thẻ Noble sau đó.

### Kết thúc trò chơi
Khi một người chơi đạt đến 15 điểm uy tín, các người chơi khác tiếp tục chơi nốt lượt đó để mỗi người chơi kết thúc với cùng số lượng lượt đi. Một khi điều này xảy ra, trò chơi kết thúc.

### Tính điểm
Sau khi trận đấu kết thúc, bất cứ ai có nhiều điểm uy tín nhất sẽ thắng; trong trường hợp hòa, bất cứ ai mua số lượng thẻ phát triển ít hơn sẽ thắng.

## Giải thưởng
- 2014 Dice Tower Gaming Awards Trò chơi gia đình hay nhất
- 2014 Golden Geek Đề cử trò chơi trên bàn có hình ảnh đẹp nhất
- 2014 Golden Geek Trò chơi trên bàn gia đình hay nhất
- 2014 Golden Geek Trò chơi trên bàn của năm
- 2014 Spiel des Jahres Đề cử
- 2014 Tric Trac giải 3.